# Ванкуверия
Ванкуве́рия (лат. Vancouveria) — олиготипный род цветковых растений, входящий в семейство Барбарисовые (Berberidaceae).

## Название
Род назван в 1834 году Шарлем Морраном и Жозефом Декеном в честь исследователя северо-запада Северной Америки Джорджа Ванкувера (1757—1798).

## Ботаническое описание
Ванкуверии — многолетние травянистые растения, иногда вечнозелёные, изредка достигающие 50 см в высоту, гладкие или опушённые. Корневище ползучее, узловатое. Листья на длинных узких черешках, в прикорневой розетке, немногочисленные, очерёдные, в очертании треугольные, разделённые на две или три ромбовидные, пятиугольные или продолговатые доли (редко на 3—5 долей), с ровным или зубчатым краем.
Соцветие верхушечное, рыхлое, кистевидное или метёльчатое. Цветки белого или жёлтого цвета, с 6 лепестковидными отогнутыми назад чашелистиками и 6 более короткими лепестками. Тычинки в числе 6. Пестик с тонким столбиком и слегка углублённым рыльцем.
Плод — коричневая эллиптическая листовка с 4—7 коричневыми или почти чёрными семенами.

## Ареал
В природе виды ванкуверии произрастают на западе Северной Америки.

## Классификация

### Синонимы
- Sculeria Raf., 1837

### Виды
- Vancouveria chrysantha Greene, 1885 — Ванкуверия золотистая
- Vancouveria hexandra (Hook.) C. Morren & Decne., 1834 — Ванкуверия шеститычинковая
- Vancouveria planipetala Calloni, 1877 — Ванкуверия плосколепестная

### Таксономия
Род Ванкуверия входит в трибу Барбарисовые (Berberideae) подсемейства Барбарисовые (Berberidoideae) семейства Барбарисовые (Berberidaceae) порядка Лютикоцветные (Ranunculales).
|  |                       |  |                                           |                                           |                           |  | подсемейство Нандиновые | подсемейство Нандиновые |                    |  |          |  | ещё 10—13 родов | ещё 10—13 родов |  |
|  |                       |  |                                           |                                           |                           |  | подсемейство Нандиновые | подсемейство Нандиновые |                    |  |          |  | ещё 10—13 родов | ещё 10—13 родов |  |
|  |                       |  |                                           | семейство Барбарисовые                    |                           |  |                         |                         | триба Барбарисовые |  |          |  |                 |                 |  |
|  |                       |  |                                           | семейство Барбарисовые                    |                           |  |                         |                         | триба Барбарисовые |  | три вида |  |                 |                 |  |
|  | порядок Лютикоцветные |  |                                           |                                           | подсемейство Барбарисовые |  |                         |                         | род Ванкуверия     |  |          |  |                 |                 |  |
|  | порядок Лютикоцветные |  |                                           |                                           |                           |  |                         |                         |                    |  |          |  |                 |                 |  |
|  |                       |  | ещё 6 семейств (согласно системе APG III) | ещё 6 семейств (согласно системе APG III) |                           |  |                         | триба Леонтицевые       | триба Леонтицевые  |  |          |  |                 |                 |  |
|  |                       |  |                                           | ещё 6 семейств (согласно системе APG III) |                           |  |                         |                         | триба Леонтицевые  |  |          |  |                 |                 |  |